# Frans Muriloff
Frans Muriloff, pseudoniem van Franciscus Johannes Antonius Schmitz, (Amsterdam, 3 maart 1904 - Heemstede, 11 augustus 1999) was een Nederlandse choreograaf, artiestenmanager, theateradviseur en radioproducer.  
Hij was zoon van het Amsterdamse echtpaar Gerredina Dirkje van Soomeren en barbier Franciscus Johannes Antonius Schmitz. Tussen 1926 en 1945 (echtscheiding) was hij getrouwd met verkoopster Maria Cornelia Kenbeek. Hij hertrouwde al binnen het jaar met danseres Phyllis Lane (Phyllis Lawrence). Muriloff en Lane kenden elkaar uit Theater Plezier van Floris Meslier en zouden samen optreden onder The Barnetts.
Hij begon als magazijnbediende aldus de keuring voor militaire dienst. Hij begon met revuedansen; zo stond hij rond 1921 op de planken in een revue van Snip en Snap, nadat hij daarvoor al in een amateurgezelschap van Willy Walden had opgetreden en praktijk had opgedaan. Hij nam toen een Russisch klinkende naam aan; dat was toen min of meer verplicht om succes te krijgen. Hij nam toen de (manlijke variant) van toenmalig danspartner Nalda Murilova (pseudoniem Muriel Barnett) aan. In 1927 had hij zijn eigen revue Hallo Parijs met Louis Davids, Louisette van Ollefen  en Daan van Ollefen. Samen met Murilova had hij enige tijd een eigen dansschool Muriloff School of Stange Dancing. Ondertussen schreef hij de choreografie achter show van Lou Bandy, Heintje Davids en Snip en Snap. 
In de Tweede Wereldoorlog stond hij op de planken met Toon Hermans, die hij ook managede; Phyllis Lane zou ook bij Hermans op het podium komen als assistente.  
Toen dansen moeilijker werd richtte hij zich meer op produceren en managen. Hij was tussen 1948 en 1955 de man achter de schermen bij De bonte dinsdagavondtrein, zorgde een tijdlang voor optredens van artiesten als Vera Lynn en Toon Hermans en was betrokken bij de organisatie van het Grand Gala du Disque. Later richtte hij met zijn vrouw Phyllis Lane een theateradviesbureau op, waarmee hij feestavonden voor grote bedrijven organiseerde. Hij was voorts enige tijd als impresario (inschakelen artiesten) verbonden aan Nationale Inspanning Welzijnsverzorging Indië (NIWIN). Een van zijn dansleerlingen was Teddy Schaank.
Hij was sinds 1979 Ridder in de Orde van Oranje-Nassau. Hij overleed op 95-jarige leeftijd in een verzorgingsinstelling in Heemstede.